# Jepi Selva
Josep Maria Selva i Cristià, detto Jepi Selva (Barcellona, 9 dicembre 1985), è un hockeista su pista spagnolo che gioca nel ruolo di attaccante nel Lleida.
Selva nasce il 9 Dicembre del 1985 nella città di Barcellona e trascorre la sua giovinezza a Ripollet e a Valls. Inizia la sua carriera sportiva con le giovanili del Ripollet quando aveva solo 15 anni, continua l'anno successivo nelle categorie giovanili del Cerdanyola .  Grazie al suo potenziale, ha potuto debuttare nelle giovanili della nazionale spagnola.  I progressi fatti in pista lo hanno portato a firmare per tre stagioni con la squadra giovanile del Barcellona. Nel 2004 fa il debutto nell'hockey professionistico con il Lleida.

## Palmarès

### CE Noia
- 1 Coppa del Re (2008)

### CE Vendrell
- 1 Coppa del Re (2013)

### Nazionale di hockey su pista della Spagna
- 1 Golden Cup (2008)
- 1 Campionato del mondo di hockey su pista (2007)